# Contraloría General de Caldas
La Contraloría General de Caldas es el máximo organismo de control fiscal del departamento, es una entidad de carácter técnico con autonomía administrativa y presupuestal. Tiene a su cargo la función pública de ejercer control y vigilar la gestión fiscal de la administración y de los particulares o entidades que manejen fondos o bienes del departamento. Se encuentra vigilada al igual que la Contraloría General de la República y que las otras contralorías territoriales por la Auditoría General de la República, perteneciendo a a seccional XVII con sede en Armenia.

## Historia
La Controlaría General de Caldas fue fundada en 1928, mediante la ordenanza Nº27 del 28 de abril, por la Asamblea Departamental de Caldas, en ella se establece la administración de la Contaduría y Fiscalización Departamental y Municipal, bajo la responsabilidad de un Contador General y cuatro Contadores Auxiliares, acogiendo la nueva Constitución Política de Colombia, La Asamblea Departamental de Caldas mediante la Ordenanza Nº 012 del 19 de marzo de 1991, reorganizó la Contraloría General de Caldas en una entidad técnica, con la autonomía administrativa y presupuestal, además de una nueva estructura orgánica y administrativa.

## Himno
El himno a la Contraloría General de Caldas, es un trabajo de creación del maestro caldense, Fabio Alberto Ramírez Salazar, el cual realizó la letra, música y arreglos.
| Contralor                   | Periodo    |
| --------------------------- | ---------- |
| Juan Carlos Pérez Vásquez   | 2016- 2019 |
| Jorge Andrés Gómez Escudero | 2020- 2021 |

| I Con la mano en el pecho entonemos Nuestro himno de hermanos cantemos La verdad nos une y la justicia Es nuestra antorcha Iluminando el camino. | II Esta raza es como la montaña Que cultiva 27 soles Sembrando entre sus tierras El amor y la confianza La honestidad, la eficiencia. | CORO Somos gente con casta y nobleza Que le sirve a la comunidad Y de caldas llevamos su herencia Y de dios la equidad y la paz. | III Las estrellas del escudo emblema Son el Cauca y río Magdalena El control social va navegando En sus caudales Remando entre sus cafetales. | IV Mi bandera con mil corazones Y su piel de todos los colores Danzando en el viento Se enarbola con el tiempo El servicio y el respeto. |